# Jacob Cansino

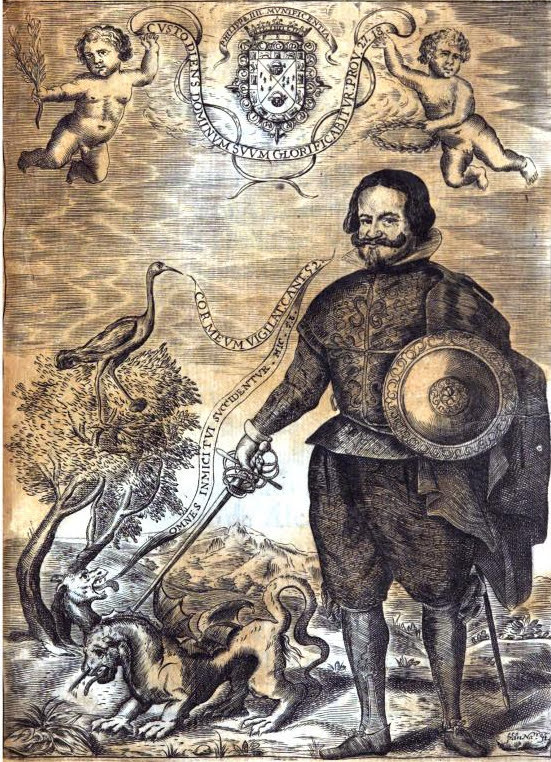
Retrato alegórico del conde-duque de Olivares. Grabado de Francisco Navarro para los Extremos y grandezas de Constantinopla, Madrid, 1638.

Jacob Cansino (Orán, 1590-1666), judío de Orán en época española, intérprete oficial de árabe y soldado, en 1638 publicó en Madrid con dedicatoria al conde-duque de Olivares su traducción de los Extremos y grandezas de Constantinopla a partir de un manuscrito del rabino de Salónica Mosés ben Baruch Almosnino (1523-1579).
Nacido en Orán durante la primera etapa de ocupación española, en 1623 Cansino hizo un primer viaje a la península con permiso para residir en Madrid a fin de trasladar al Gobierno ciertas informaciones secretas. En la corte conoció al conde-duque de Olivares que vio en la amistad con Cansino la oportunidad de reforzar sus vínculos con los marranos portugueses, con los que aspiraba a sustituir a los banqueros genoveses o al menos a terminar con el monopolio que en la práctica estos ejercían sobre las finanzas de la Corona, como se iba a hacer notar de forma especialmente urgente tras la crisis financiera de 1627.
Sin embargo, en 1633, a la muerte en campaña de Aron, su hermano mayor, el oficio de intérprete de las plazas de Orán y Mazalquivir que desde su bisabuelo había estado vinculado a su familia, fue traspasado por orden del gobernador de Orán, Antonio de Zúñiga y de la Cueva, marqués de Flores-Dávila, a Jacob Sasportas, miembro prominente de una igualmente poderosa familia rival, dando lugar a la reclamación de Cansino y a la apertura de un expediente en el Consejo Supremo de Guerra. Aparentemente Zúñiga acusaba a Cansino de haber enviado a Felipe IV informes críticos con su forma de llevar el gobierno de la plaza y lo tenía secretamente encarcelado en el castillo de Rosalcázar, pero un año después, en 1634, se encontraba de nuevo en Madrid y en 1636 obtuvo una Cédula Real por la que recuperaba para su familia el cargo de intérprete, por ser muy práctico «en las lenguas, y letras Castellana, Arábiga, Cenetia, Hebrea y Caldea», y haber servido ya al rey como soldado a caballo y como intérprete ayudando a su padre. Cansino no dudó en atribuir su buena fortuna al conde-duque de Olivares y como muestra de su gratitud le dedicó su traducción de los Extremos y grandezas de Constantinopla, en los que aparecía Olivares en un grabado alegórico firmado por Francisco Navarro con la grulla, emblema de la vigilancia, y dando muerte a un dragón de dos cabezas. 
La publicación de la traducción o adaptación del manuscrito de Almosnino parecerá de este modo mero pretexto para dar a la publicidad en forma de preámbulo tanto la gratitud a Olivares y la Real Cédula como el memorial «copiado a la letra» del que había redactado el licenciado Pablo Arias Temprado, regente de la Audiencia de Sevilla y visitador general de la plaza de Orán, encargado por el Consejo de Guerra de la junta para tratar de los «negocios de Cansino», con la relación de los servicios prestados a los reyes de España por su familia, memorial que se convertirá en la fuente principal de información para todos los que se han ocupado de su biografía.
Según dicho memorial, su bisabuelo, también llamado Jacob Cansino, había servido ya a Carlos V en el campo de batalla y no solo como intérprete. Además, tres de sus sobrinos habían muerto combatiendo en las expediciones del conde de Alcaudete y el emperador le había recompensado otorgándole el privilegio de asociar a su hijo Isaac Cansino a su oficio de intérprete. Este había servido a Felipe II hasta 1599 e incluso en 1580 había tenido el privilegio de ser recibido en la corte. También su padre Haïm o Hayen había desempeñado el puesto de intérprete hasta 1621 y durante siete meses, en 1608, había residido en Sanlúcar de Barrameda como asesor del duque de Medina Sidonia. 
Vestido como judío, «con traje de albornoz y turbante», en Madrid Cansino no pasaba desapercibido y la Inquisición mantuvo sobre él estrecha vigilancia, preocupada por los contactos que pudiese mantener con los cristianos nuevos portugueses como se pondrá de manifiesto en el proceso abierto a Luisa Ferro, esposa del conocido banquero Manuel Cortizos. Sin embargo, interrogado por la Inquisición acerca de las relaciones que pudieran existir entre los marranos de la península ibérica, judeoconversos o criptojudíos, y los sefardíes del Magreb, descendientes de los judíos expulsados en tiempos de los Reyes Católicos y celosos cumplidores de su fe, negó que tal relación se diera pues:

[...] como los que viven en España no guardan la Ley ni son circuncidados y aunque hagan algunas ceremonias de dicha Ley y hayan ido a circuncidarse a algunas partes de Italia y de Flandes como no guardan todas las ceremonias de dicha Ley [...] y no siendo circuncidados por rabinos, que como los que viven en España faltan en estas cosas de ordinario que son las esenciales, a los tales los tienen allá los verdaderos judíos por herejes que en hebreo los llaman minim.

Tras la caída en desgracia del conde-duque de Olivares Cansino siguió en su puesto de intérprete y en 1656, en representación de los judíos de Orán, hizo un préstamo a la corona por valor de 800 000 ducados, pero no pudo transmitir el oficio a sus hijos y en 1669, solo tres años después de su muerte, la judería de Orán fue liquidada.